# Polisszjai-alföld
A Polisszjai-alföld (ukránul: Поліська низовина, Poliszka nizovina; oroszul: Полесская низменность, Polesszkaja nyizmennoszty; belaruszul: Пале́ская нізі́на, Paleszkaja nyizina) nagyobb részt Fehéroroszország és Ukrajna, kisebb részt Oroszország és Lengyelország területén húzódó alföld, mely a Kelet-európai-síkvidék része, a Pripjaty, a Dnyeper és a Gyeszna vízgyűjtő területén található. Átlagosan 50–60 méter magas, legnagyobb magasságát a Szlovecsán-Ovrucsi-hátságban éri el 316 méterrel. Nyugatról kelet felé enyhén lejt. Délen a Podóliai-hátság és a Dnyepermelléki-hátság, keleten a Dnyepermelléki-alföld határolja. Ukrajnában három részre tagolódik:  Volinyi-, Rivnei- és Kijevi-Polisszja. Fehéroroszországban a Breszti terület, a Homeli terület és a Mahiljovi terület tartozik az úgynevezett Belarusz Polisszjához. Oroszországban a Brjanszki terület fekszik a Brjanszko-Zsidrinszki Polisszján, míg Lengyelországban Podlasie határáig tart az alföld.